# Movimiento 5 Estrellas
El Movimiento 5 Estrellas (en italiano: Movimento 5 Stelle, M5S) es un partido político italiano. Su líder y presidente fue Giuseppe Conte, primer ministro de Italia desde 2018 hasta 2021. El M5S fue fundado el 4 de octubre de 2009 por Beppe Grillo, activista político y comediante, y Gianroberto Casaleggio, estratega web. El partido se describe principalmente como populista, del tipo sincrético, debido a la insistencia de sus miembros en que no tiene lugar en el espectro político de izquierda-derecha. Los líderes del partido han calificado su plataforma de progresista. El partido es un defensor del ambientalismo y la democracia directa.
De 2014 a 2017, el M5S fue miembro del grupo Europa de la Libertad y la Democracia Directa en el Parlamento Europeo, junto con el Partido de la Independencia del Reino Unido y partidos euroescépticos menores. En enero de 2017, los miembros del M5S votaron a favor de la propuesta de Grillo de unirse al Grupo de la Alianza de los Liberales y Demócratas por Europa, pero el grupo finalmente rechazó su inclusión, y desde entonces se ha desempeñado como No inscrito en el Parlamento Europeo.
En noviembre de 2014, Grillo nombró un "directorio" compuesto por cinco destacados M: Alessandro Di Battista, Luigi Di Maio, Roberto Fico, Carla Ruocco y Carlo Sibilia. Duró hasta el octubre siguiente cuando Grillo lo disolvió y se proclamó jefe político del M5S. Desde su fundación hasta 2021, Grillo también se desempeñó formalmente como presidente de la asociación denominada “Movimiento 5 Estrellas”; su sobrino Enrico Grillo actuó como vicepresidente y su contable Enrico Maria Nadasi como secretario. En las elecciones primarias del M5S de 2017, Di Maio fue votado en una primaria en línea con el 82% de los votos como jefe político y candidato a primer ministro, mientras que Grillo siguió siendo el "garante" del M5S. En enero de 2018, Grillo separó su propio blog, que utilizaba el periódico en línea del partido, con el nuevo Blog delle Stelle. Tras las elecciones primarias del M5S de 2021, se aprobó un nuevo estatuto y Conte se convirtió en el nuevo presidente, mientras que Grillo siguió siendo el garante del movimiento. A lo largo de los años, el M5S pasó por varias escisiones, la más reciente y notablemente en junio de 2022, cuando Di Maio formó Juntos por el Futuro.
En las elecciones generales de Italia de 2013, el M5S fue el segundo partido individual más popular y el tercer grupo más popular, detrás de la coalición de centroizquierda y la coalición de centroderecha. El M5S rechazó una oferta de coalición con la coalición de centroizquierda y entró en la oposición. En 2016, Chiara Appendino y Virginia Raggi, ambas miembros del M5S, fueron elegidas alcaldesas de Turín y Roma, respectivamente. El M5S se opuso a las reformas propuestas en el referéndum constitucional de Italia de 2016. En las elecciones generales de Italia de 2018, el M5S se convirtió en el partido más grande en el Parlamento Italiano, y desde entonces ha formado parte del gobierno con coaliciones tanto de derecha como de izquierda. En las elecciones generales de Italia de 2022 se produjo una fuerte disminución en el apoyo al partido, que obtuvo un 15% y fue el tercer partido más votado, pero debido a la ley electoral fue el cuarto partido por escaños en el Parlamento, donde se posicionaron en la oposición. Gracias en parte a un buen desempeño en el sur de Italia, el M5S desafió las encuestas de un solo dígito en julio de 2022, y ganaron distritos electorales uninominales en el Sur que, de otro modo, habrían sido ganados por la coalición de centroderecha.

## Historia

### Encuentros
El 16 de julio de 2005, Beppe Grillo sugirió a través de su blog que sus seguidores adoptaran las redes sociales, como Meetup, para comunicarse y coordinar encuentros locales. Los primeros encuentros "40 Amigos de Beppe Grillo" comenzaron con el objetivo inicial de "divertirse, reunirse, compartir ideas y propuestas para un mundo mejor, a partir de la propia ciudad, y discutir y desarrollar mis posts, si lo creen". Los encuentros contaron con grupos de trabajo temáticos sobre temas titulados "tecnología e innovación", "prensa-comunicación", "consumo responsable", "estudio de moneda", "no incineradores" y otros. A partir de estos inicios, a Grillo se le pidió que se presentara a las primarias de la coalición de centroizquierda de octubre de 2005 para la selección del candidato a primer ministro de La Unión.
En tres ocasiones (el 17 de diciembre de 2005 en Turín, el 26 de marzo de 2006 en Piacenza y del 16 al 18 de junio de 2006 en Sorrento), los representantes de los encuentros de Amigos de Beppe Grillo mantuvieron encuentros nacionales con Grillo, donde se discutieron propuestas en temas ambientales como la sustitución de incineradores contaminantes por sistemas que apliquen tratamiento mecánico-biológico de residuos.
Durante el cuarto encuentro nacional celebrado en Génova el 3 de febrero de 2007, Grillo anunció su deseo de proporcionar un espacio autónomo durante sus espectáculos en gira para los activistas locales de los encuentros. El 14 de julio de 2007, algunos representantes de listas cívicas que participaron en las elecciones locales de la primavera anterior se reunieron en Parma para establecer una coordinación nacional entre asociaciones, movimientos y organizaciones. Se reunieron para practicar la promoción y experimentación de la democracia directa y participativa, y para compartir un documento de intenciones, que incluía el establecimiento de propuestas, referendums derogatorios, la elección directa del Defensor del pueblo, la institución del presupuesto participativo, un mandato vinculante para los administradores públicos, y primarias abiertas.

### V-Days

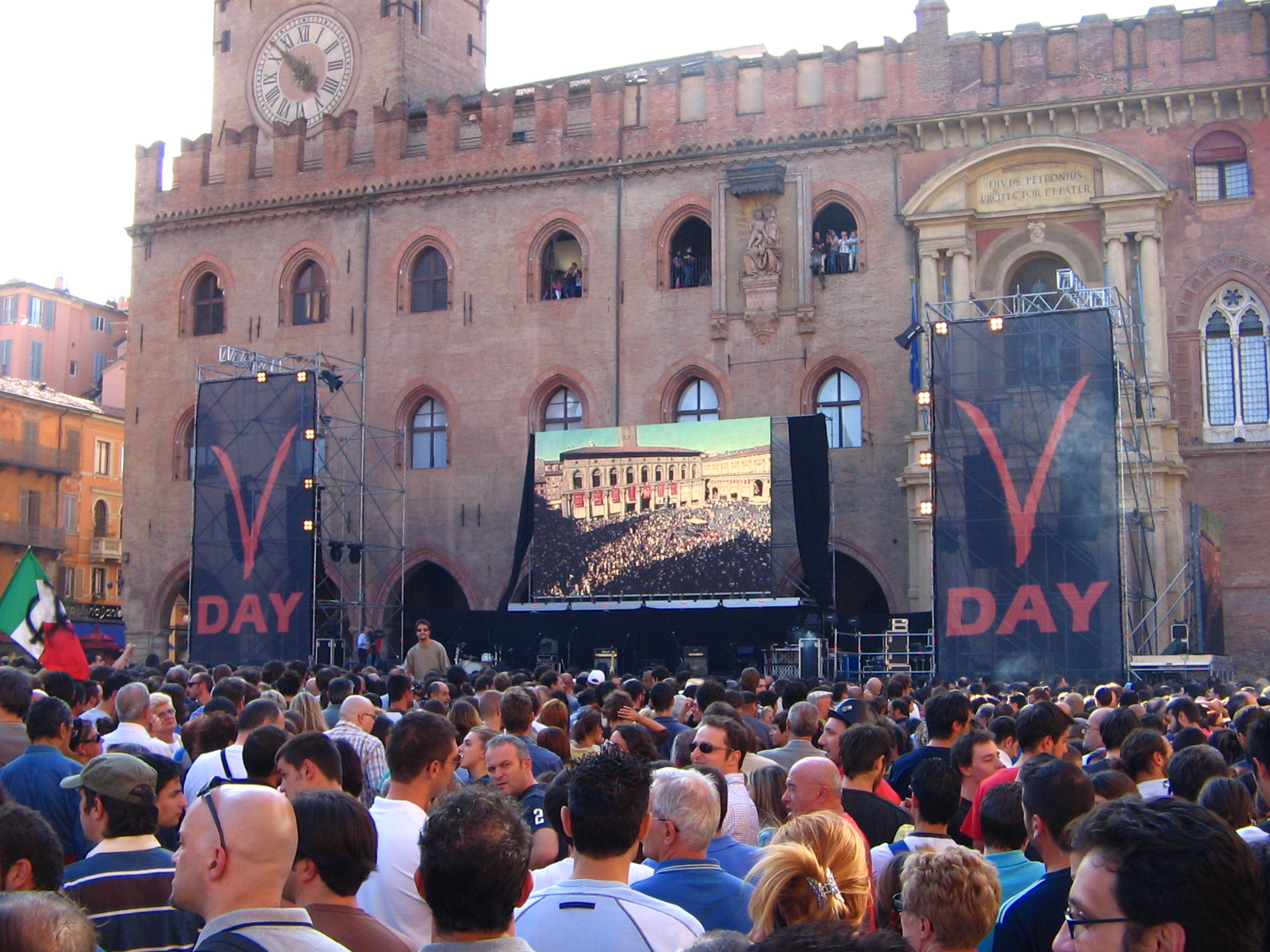
V-Day en Bolonia, 2007

El 14 de junio de 2007, Grillo lanzó el Vaffanculo Day (Día de vete a tomar por culo), o V-Day, en Bolonia. El V-Day tenía como objetivo movilizar la recogida de firmas para presentar una iniciativa popular que pretendía introducir preferencias en la actual ley electoral e impedir la nominación de candidatos parlamentarios de los condenados penalmente y de los que ya han completado dos mandatos.
El nombre V-Day fue elegido para reflejar cuatro referencias. El primero se refiere al desembarco de Normandía por parte de los aliados en Normandía durante la Segunda Guerra Mundial para simbolizar cómo los ciudadanos italianos invadirían las malas políticas. El segundo se refiere a la película y novela gráfica V de Vendetta, que el M5S relaciona frecuentemente con sus principios de renovación política (el logo del movimiento comparte el uso de un símbolo de V rojo con la franquicia). El tercero se refiere a la interjección vaffanculo ("vete a tomar por culo") dirigida a una mala política, mientras que el cuarto es una referencia al número romano cinco.
El V-Day, que continúa la iniciativa "Parlamento Limpio" promovida por Grillo desde 2006, tuvo lugar en numerosas ciudades italianas el 8 de septiembre de 2007 para evocar el estado de confusión provocado por la Proclamación de Badoglio del 8 de septiembre de 1943. Ese día se recogieron 336.000 firmas, superando con creces las 50.000 necesarias para presentar una ley de iniciativa popular. Para la ocasión, Michele Serra acuñó el término grillismo.
El V2-Day se organizó el 25 de abril de 2008, un segundo día de acción destinado a recoger firmas para tres referendums. Los días 29 y 30 de septiembre de 2007 en Lucca, varios miembros de las reuniones y de las listas cívicas locales, a raíz de los debates iniciados en la red y de la reunión anterior de Perugia, definieron las políticas para la constitución de las listas cívicas. El 10 de octubre de 2007, Grillo brindó orientación sobre cómo crear las listas cívicas.

### Listas Cívicas 5 Estrellas
El 3 de diciembre de 2008, Grillo presentó el símbolo de las Listas Cívicas Cinco Estrellas para las elecciones locales de 2009. El logo en la V de ciudadanía es una referencia al V-Day. El 17 de febrero de 2009 en Bolonia, una reunión de listas cívicas discutió el futuro del movimiento y las próximas elecciones. En particular, Sonia Alfano consultó con la base activista del movimiento sobre su posible candidatura al Parlamento Europeo como candidata independiente con la lista Italia de los Valores (IdV). Se convirtió en la primera diputada del Parlamento Europeo (MEP) por el M5S.
El 8 de marzo de 2009 se celebró en Florencia la primera reunión nacional de las Listas Cívicas 5 Estrellas, donde Grillo presentó por la tarde la Carta de Florencia, un programa de 12 puntos de las distintas listas cívicas locales. Una veintena de grupos locales presentaron sus ideas y experiencias. En abril de 2009, Grillo anunció que había recibido una carta del premio Nobel de Economía Joseph Stiglitz en la que declaraba que examinaría detenidamente la experiencia de las listas cívicas locales promovidas a través del blog.
El 29 de marzo de 2009, Grillo anunció que en las próximas elecciones al Parlamento Europeo de 2009 apoyaría a Luigi de Magistris y Sonia Alfano (figuras cercanas al movimiento) como candidatos independientes en las listas de IdV, junto con el periodista Carlo Vulpio (también cerco del movimiento). El 11 de junio, De Magistris y Alfano, candidatos en los cinco distritos electorales, fueron elegidos al Parlamento Europeo, lo que resultó en la primera y segunda preferencia (de 419.000 y 143.000). En las mismas elecciones, como afirma Grillo, fueron elegidos 23 concejales de las Listas Cívicas 5 Estrellas, especialmente en los municipios de Emilia-Romaña, en el norte de Italia.
El 9 de septiembre de 2009 se anunció el lanzamiento del Movimiento Nacional 5 Estrellas (M5S), inspirado en las ideologías de la Carta de Florencia. El 4 de octubre de 2009, Grillo, junto con Gianroberto Casaleggio, declaró el nacimiento del M5S y presentó un programa en el Teatro Emerald de Milán.

### Elecciones regionales y locales de 2010-2012
Durante las elecciones regionales de Italia de 2010, el M5S obtuvo resultados notables en las cinco regiones donde presentó un candidato a presidente, ya que Giovanni Favia obtuvo el 7,0% de los votos en Emilia-Romaña (6,0% para la lista, con dos consejeros regionales elegidos); Davide Bono, el 4,1% en Piamonte (3,7%, dos concejales); David Borrelli, el 3,2% en Véneto (2,6%, ningún concejal); Vito Crimi, 3,0% en Lombardía (2,3%, sin concejales); y Roberto Fico, el 1,3% en Campania (1,3%, sin concejales).
En las elecciones locales de Italia de 2011, celebradas los días 15 y 16 de mayo, el M5S estuvo presente en 75 de los 1.177 municipios en la votación, incluidas 18 de las 23 capitales de provincia llamadas a votar. En la primera vuelta, el M5S inscribió a sus representantes en 28 municipios (para un total de 34 concejales electos) y en algunos obtuvo algunas votaciones importantes y decisivas. Sus mejores resultados se dieron en las ciudades y pueblos del centro-norte, especialmente en Emilia-Romaña, donde la lista logró una proporción de votos de entre el 9% y el 12% (Bolonia, Rímini y Rávena), y Piamonte. En el sur de Italia, rara vez obtuvo el 2% de los votos.

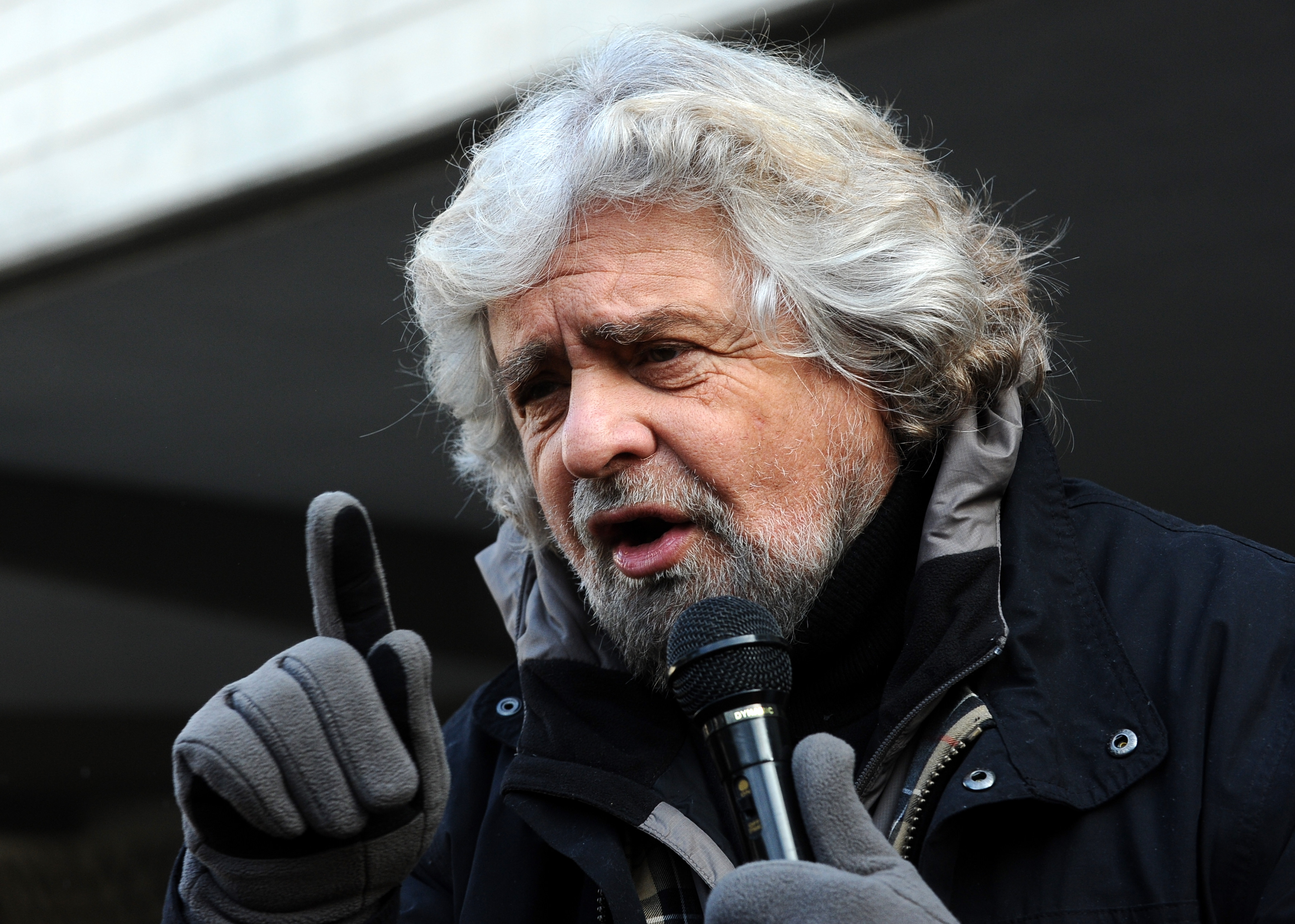
Beppe Grillo en Trento durante la campaña electoral de 2013

En las elecciones regionales de Molise de 2011, celebradas los días 16 y 17 de octubre, el M5S tenía su propio candidato a la presidencia y su propia lista. La lista obtuvo el 2,27% de los votos y el candidato presidencial obtuvo el 5,60% de los votos, pero el movimiento no logró escaños.
En las elecciones locales de Italia de 2012, el M5S obtuvo buenos resultados en varias ciudades del norte de Italia, en particular en Génova (14,1%), Verona (9,5%), Parma (19,9%), Monza (10,2%), y Piacenza (10,0%). En la pequeña ciudad veneciana de Sarego, el candidato del M5S fue elegido alcalde con el 35,2% de los votos (en las ciudades de menos de 15.000 habitantes no hay segunda vuelta). Después de las elecciones, el M5S obtuvo constantemente entre un 15% y un 20% a nivel nacional en las encuestas de opinión, frecuentemente por delante del centroderecha El Pueblo de la Libertad (PdL) y segundo detrás del centroizquierdista Partido Democrático (PD).
En las elecciones regionales de Sicilia de 2012, el 28 de octubre, el M5S presentó a Giancarlo Cancelleri como candidato. La campaña comenzó con la llegada de Grillo a Messina el 10 de octubre nadando desde el continente. En las elecciones, Cancelleri quedó tercero con el 18,2% de los votos, mientras que el M5S fue el partido más votado con un 14,9%, obteniendo 15 escaños de 90 en la Asamblea Regional de Sicilia en un panorama político muy fragmentado; sin embargo, la elección se caracterizó por una baja participación, ya que sólo el 47,4% de los votantes elegibles acudieron a votar.

### Elecciones generales de 2013
El 29 de octubre de 2012, Grillo anunció directrices para los candidatos que deseen presentarse a las elecciones generales de 2013. Por primera vez en Italia, los candidatos fueron elegidos por los miembros del partido a través de una primaria en línea, que tuvo lugar del 3 al 6 de diciembre. El 12 de diciembre de 2012, Grillo expulsó a dos miembros destacados del partido (Giovanni Favia, consejero regional de Emilia-Romaña, y Federica Salsi, concejal municipal de Bolonia) por violar las reglas del partido. El primero había hablado de la falta de democracia en el partido, mientras que el segundo había participado en un programa de entrevistas políticas en la televisión italiana, algo que Grillo desalentó y luego prohibió.
El 22 de febrero de 2013, una gran multitud de 800.000 personas asistió al último mitin de Grillo antes de las elecciones generales de 2013 en la Piazza San Giovanni de Roma. Los días 24 y 25 de febrero de 2013, el M5S disputó todas las circunscripciones italianas; Grillo figuraba como jefe de la coalición, aunque no era candidato electoral. La votación del M5S en la Cámara de Diputados alcanzó el 25,55% de los votos en Italia y el 9,67% de los electores extranjeros, con un total de 8.784.499 votos, lo que la convierte en la segunda lista más votada después del PD, que obtuvo el 25,42% de los votos. en Italia y el 29,9% en el extranjero, es decir, 8.932.615 votos, eligiendo 108 diputados. El voto del M5S para el Senado de la República fue del 23,79% en Italia y del 10% en el extranjero, un total de 7.375.412 votos, sólo superado por el PD, que obtuvo 8.674.893 votos, eligiendo 54 senadores. El partido obtuvo una proporción de votos mayor de lo previsto por cualquiera de las encuestas de opinión. El M5S obtuvo el 25,6% de los votos para la Cámara de Diputados, más que cualquier otro partido; sin embargo, tanto la coalición de centroizquierda (Italia. Bien Común), dominada por el PD, como la coalición de centroderecha liderada por el PdL, obtuvieron más votos como coaliciones. El M5S era el partido más grande en las regiones de Abruzzo, Marcas, Liguria, Sicilia y Cerdeña.
El 21 de marzo de 2013, Luigi Di Maio fue elegido vicepresidente de la Cámara de Diputados con 173 votos. Con 26 años, era el vicepresidente de la Cámara más joven hasta la fecha.

### Elecciones al Parlamento Europeo de 2014
Compitiendo en sus primeras elecciones europeas, con un aumento de popularidad en febrero de 2013, el M5S obtuvo el segundo lugar en las elecciones al Parlamento Europeo de 2014 celebradas el 26 de mayo, recibiendo el 21,15% de los votos y obteniendo 17 eurodiputados.

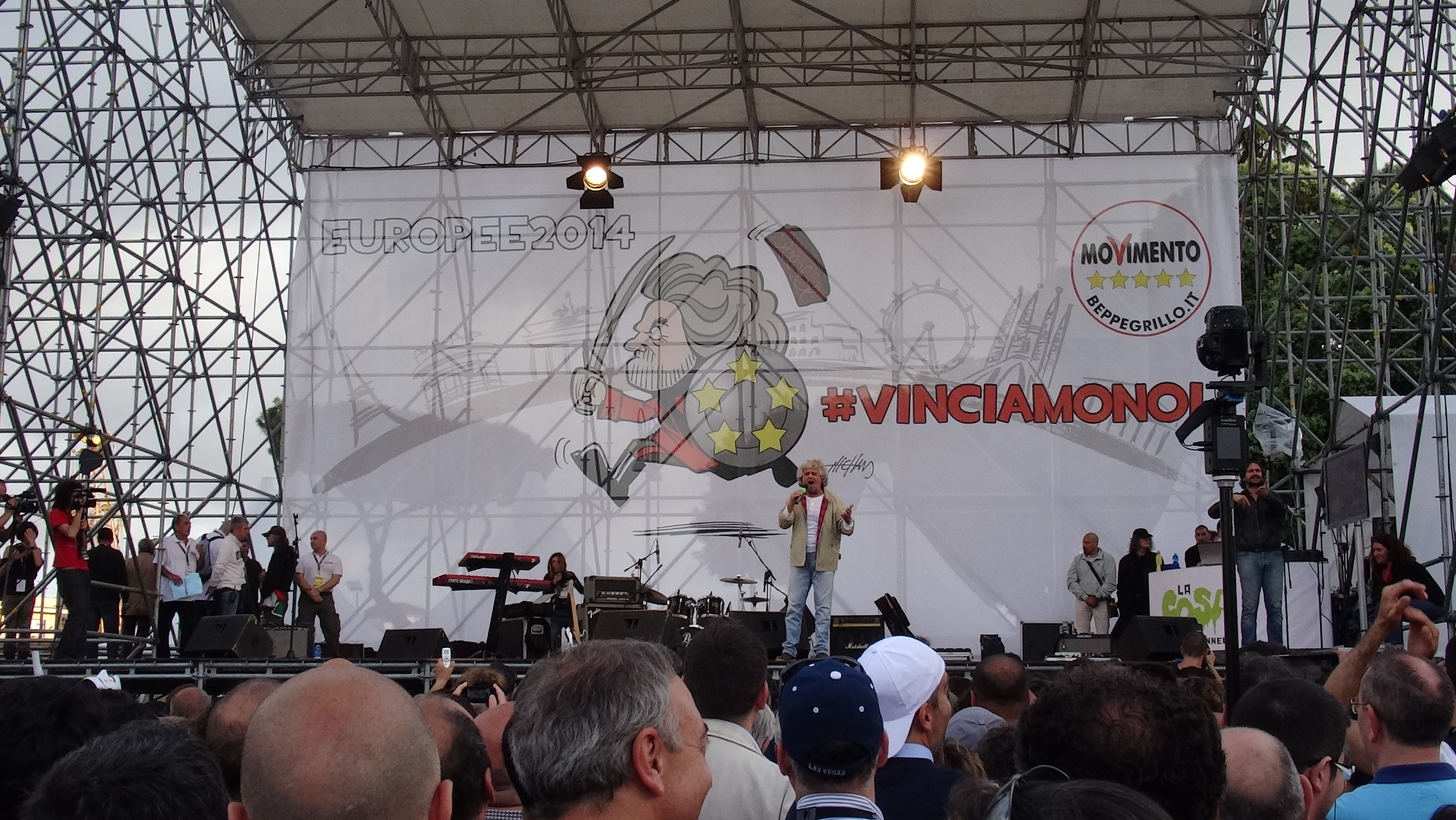
Grillo dirigiéndose a la multitud en Roma, 2014

En el período previo a la octava legislatura del Parlamento Europeo, el M5S carecía de afiliación europea y buscó un grupo en el Parlamento Europeo. Las negociaciones iniciales se llevaron a cabo con el copresidente de Europa de la Libertad y la Democracia (EFD), Nigel Farage, y Los Verdes-Alianza Libre Europea (Verdes/EFA). El 4 de junio de 2014, Los Verdes/ALE rechazaron los intentos de Grillo de obtener la membresía en el grupo. El 11 de junio de 2014, el grupo de la Alianza de los Liberales y Demócratas por Europa (ALDE) rechazó al M5S como afiliado potencial en una declaración citando el euroescepticismo y el populismo percibidos del partido. En un referéndum en línea ofrecido a los miembros del M5S el 12 de junio de 2014, la opción de afiliación al Parlamento Europeo ofrecida fue la Europa de la Libertad y la Democracia (EFD), los Conservadores y Reformistas Europeos (ECR), o convertirse en No inscritos. El 78,1% de los militantes del partido votaron a favor de unirse al grupo EFD. El 18 de junio de 2014, se anunció que el grupo EFD tenía suficientes eurodiputados para continuar en la octava legislatura del Parlamento Europeo. El 24 de junio de 2014, el eurodiputado del M5S, David Borrelli, fue elegido nuevo copresidente del grupo y el nombre del grupo EFD se modificó a Europa de la Libertad y la Democracia Directa (EFDD) para el próximo parlamento. El grupo EFDD perdió su estatus oficial de grupo el 16 de octubre de 2014 tras la deserción de la eurodiputada letona Iveta Grigule hasta que el eurodiputado polaco Robert Iwaszkiewicz se unió al grupo cuatro días después.
El 17 de noviembre de 2015, tras una encuesta en línea en la que participaron 40.995 personas, el movimiento cambió su logotipo para sustituir la URL del cofundador Grillo (beppegrillo.it) por la URL oficial del movimiento. La otra opción era eliminar por completo la URL de Grillo y reemplazarla por nada. El motivo para eliminar el nombre de Grillo fue que "el Movimiento 5 Estrellas está suficientemente maduro y se está preparando para gobernar Italia, por lo que creo que es correcto no asociarlo más a un nombre".

### Muerte de Gianroberto Casaleggio
El fundador y principal estratega del movimiento, Gianroberto Casaleggio, falleció el 12 de abril de 2016 en Milán, a la edad de 61 años, tras un largo período de enfermedad debido a un cáncer cerebral. Después de su muerte, su hijo Davide fue nombrado presidente de Casaleggio Associati y asumió el cargo de su padre como líder y estratega del M5S.

### Elecciones generales de 2018
Para las elecciones generales de 2018, el M5S presentó un programa cuyos puntos principales son la introducción de una renta básica, conocida como Reddito de ciudaddinanza, para luchar contra la pobreza, una medida que costaría entre 15.000 y 20.000 millones de euros al año, más el recorte de la deuda pública en 40 puntos respecto al PIB en diez años, la adopción de medidas para revitalizar el empleo juvenil, un recorte de las pensiones de más de 5.000 euros netos no totalmente basados en el método de cotización, la reducción de los tipos del IRPEF y la ampliación del el umbral del impuesto sobre la renta, y el aumento del gasto en medidas de bienestar familiar del 1,5 al 2,5% del PIB. El 4 de marzo, ninguno de los tres grupos principales, a saber, el M5S, la coalición de centroderecha y la coalición de centroizquierda encabezada por el Partido Democrático (PD), obtuvo la mayoría de escaños en el Parlamento Italiano, aunque el M5S pasó a ser el partido individual más numeroso, con el 32,7% de los votos y 227 escaños en la Cámara. En mayo, el M5S inició conversaciones de coalición con el centroizquierdista PD, pero el secretario del partido, Matteo Renzi, criticó y rechazó públicamente el acuerdo que estaban discutiendo sus compañeros de partido; El M5S luego recurrió a la Liga. Las conversaciones dieron como resultado la propuesta del autodenominado Gobierno de Cambio bajo el liderazgo de Giuseppe Conte, un profesor de derecho cercano al M5S. La formación del gabinete fracasó inicialmente el 27 de mayo cuando el presidente Sergio Mattarella no estuvo de acuerdo con el nombramiento de Paolo Savona como ministro de Economía y Finanzas debido a su aparente euroescepticismo.
Después de las elecciones generales de 2018, el M5S inició un descenso tanto en las encuestas de opinión, diputados y senadores, como en los resultados electorales, a partir de las elecciones al Parlamento Europeo de 2019. En las elecciones generales de 2018, el M5S propuso una ley constitucional que habría obligado a los miembros del parlamento a dimitir si pretendían cambiar de partido. El M5S había obtenido 227 diputados y 112 senadores; en febrero de 2022, el partido había disminuido a 157 diputados y 62 senadores, aunque seguía siendo el partido más grande en ambas cámaras del parlamento. Las primeras deserciones se produjeron cuando el diputado Andrea Mura fue destituido por el M5S por su abstencionismo y posteriormente dimitió de sus funciones, mientras que el diputado Matteo Dall'Osso abandonó el partido para unirse a Forza Italia (FI), el partido de centroderecha de Silvio Berlusconi, y los senadores Saverio De Bonis y Gregorio De Falco fueron expulsados por su oposición a las políticas del gobierno Liga–M5S. Se produjeron más deserciones en 2019, cuando la diputada Sara Cunial fue expulsada tras acusar al M5S de "favorecer la agromafia", la senadora Paola Nugnes, que más tarde se uniría al grupo parlamentario de izquierda Libres e Iguales (LeU) como representante independiente del Partido de la Refundación Comunista (PRC), fue destituida del M5S tras votar en contra de los decretos de Salvini sobre inmigración, al igual que las diputadas Verónica Giannone y Gloria Vizzini, que se opusieron a algunas de las leyes del gobierno de la Liga–M5S, mientras que el diputado Davide Galantino, que luego se uniría a los derechistas Hermanos de Italia, dejó el M5S para unirse al Grupo Mixto, al igual que la senadora Elena Fattori, que se unió a Izquierda Italiana (IS) en enero de 2021.

### Elecciones al Parlamento Europeo de 2019

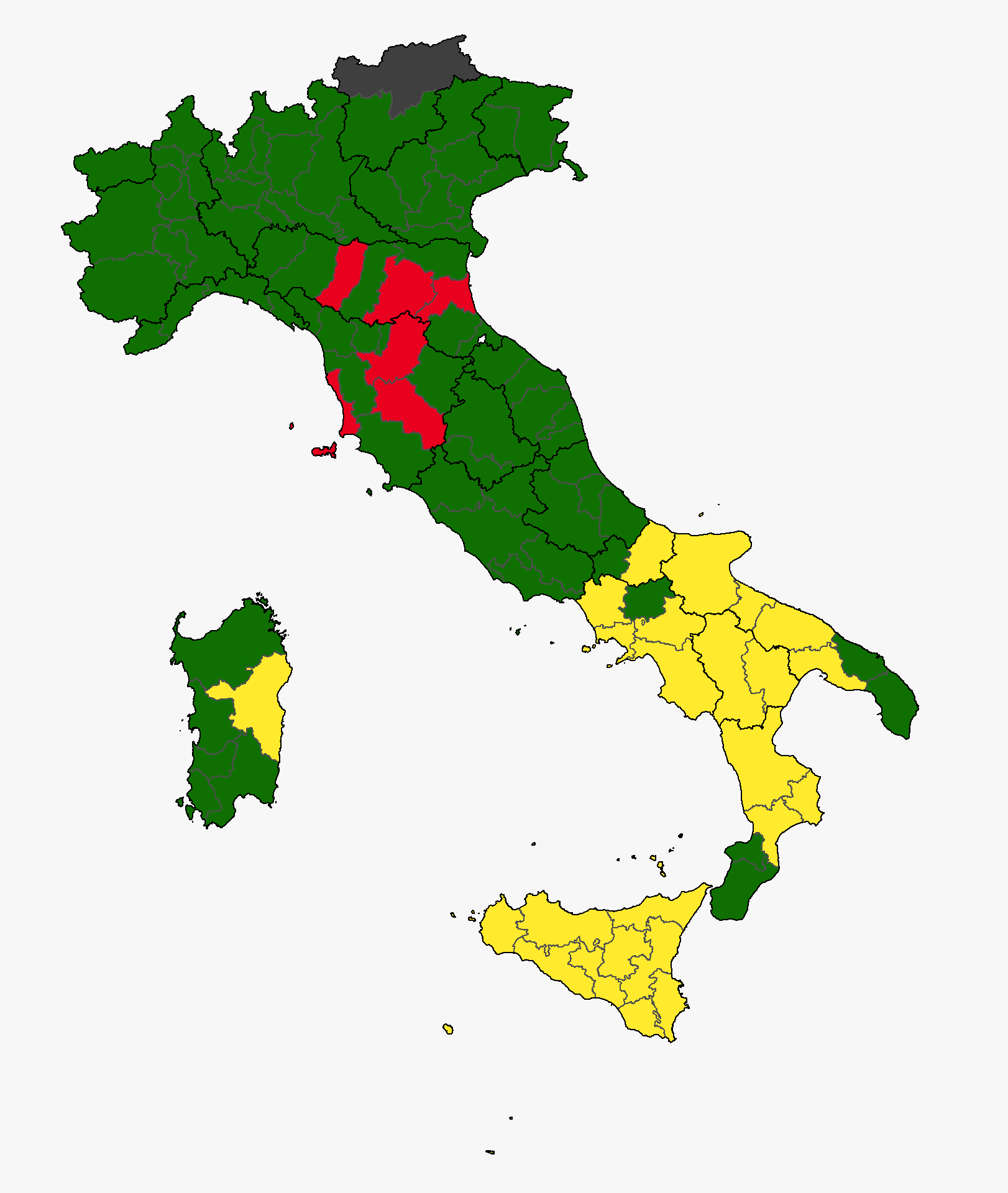
Mapa que muestra el resultado de las elecciones al Parlamento Europeo de 2019

En las elecciones al Parlamento Europeo de mayo de 2019, el M5S experimentó una disminución en su porcentaje de votos y en el número de escaños ocupados del 21,2% de los votos y 17 escaños al 17,1% de los votos y 14 escaños. Los resultados fueron vistos como una derrota significativa para el partido, ya que la Liga pudo superar al M5S en términos de porcentaje de votos y escaños por un amplio margen. Además, los resultados mostraron que el partido había experimentado un descenso significativo desde las elecciones generales de 2018.
Tras los resultados, Di Maio convocó a un voto de confianza a su gestión luego de que varios funcionarios lo criticaran; La transparencia de la plataforma Rousseau, la plataforma en línea utilizada por el partido, fue cuestionada a principios de año. El 31 de mayo de 2019, Di Maio ganó el voto de confianza, con el apoyo del 80% de los 56.127 diputados que votaron la moción. Posteriormente, Di Maio se comprometió a reformar el partido.

### Crisis de gobierno de 2019
En agosto de 2019, el vice primer ministro Matteo Salvini anunció una moción de censura contra el primer ministro Conte tras las crecientes tensiones dentro de la mayoría. Muchos analistas políticos creen que la moción de censura fue un intento de forzar elecciones anticipadas para mejorar la posición de la Liga en el Parlamento italiano, asegurando que Salvini pudiera convertirse en el próximo primer ministro. El 20 de agosto, tras el debate parlamentario en el que acusó a Salvini de ser un oportunista político que "había desencadenado la crisis política sólo para servir a sus intereses personales", El primer ministro Conte renunció a su cargo ante el presidente Sergio Mattarella.
El 21 de agosto, el presidente Mattarella inició consultas con todos los grupos parlamentarios. El mismo día, la dirección nacional del PD se abrió oficialmente a formar gobierno con el M5S, basado en el europeismo, una economía verde, un desarrollo sostenible, la lucha contra la desigualdad económica y una nueva política de inmigración. En los días previos a la segunda vuelta comenzó un enfrentamiento entre el PD y el M5S, mientras que el grupo parlamentario de izquierda LeU anunció su apoyo a un posible gobierno del M5S–PD. El 28 de agosto, el recién elegido secretario del PD, Nicola Zingaretti, anunció en el Palacio del Quirinal su posición favorable a la formación de un nuevo gobierno con el M5S, con Conte a la cabeza. El mismo día, Mattarella convocó a Conte al Palacio del Quirinal para el 29 de agosto para encomendarle la tarea de formar un nuevo gobierno. El 3 de septiembre, los miembros del M5S votaron siguiendo la plataforma de Rousseau a favor de un acuerdo con el PD bajo la presidencia de Conte, con más del 79% de los votos de casi 80.000 electores. El 4 de septiembre, Conte anunció los ministros de su nuevo gobierno, que prestó juramento en el Palacio del Quirinal al día siguiente. El 18 de septiembre, Renzi abandonó el PD para fundar el partido liberal centrista Italia Viva (IV); Luego se unió al gobierno con IV para mantener a la Liga y a Salvini fuera del poder.
Durante el segundo gobierno de Conte, el M5S siguió sufriendo deserciones parlamentarias, entre ellas la senadora Gelsomina Vono, que abandonó el M5S para unirse primero al IV y luego al FI, la senadora Elena Fattori, quien pasó al Grupo mixto y luego se unió a SI en enero de 2021, mientras que los senadores Ugo Grassi, Stefano Lucidi, y Francesco Urraro se unieron a la Liga. Además, el ministro de Educación, Lorenzo Fioramonti, abandonó el M5S para incorporarse al Grupo mixto, el senador Gianluigi Paragone, que más tarde fundaría el partido euroescéptico Italexit y al que se unieron los senadores Carlo Martelli y Mario Giarrusso, fue expulsado por votar en contra del proyecto de ley de finanzas y por su voto de desconfianza al segundo gobierno Conte, los diputados Nunzio Angiola y Gianluca Rospi se unieron al Grupo mixto, al igual que los diputados Santi Cappellani, Massimiliano De Toma, Rachele Silvestri, Nadia Aprile y Michele Nitti, que se incorporaron al PD, y el senador Luigi Di Marzio, mientras que la diputada Flora Frate fue expulsada del M5S por no devolver su salario.

### Crisis de liderazgo de 2020
El 22 de enero, cuatro días antes de las elecciones regionales italianas de 2020, Di Maio dimitió como líder del partido y fue sustituido interinamente por Vito Crimi. El 15 de junio, el periódico conservador español ABC informó que el entonces ministro de Asuntos Exteriores de Venezuela, Nicolás Maduro, pagó a Gianroberto Casaleggio 3,5 millones de euros en 2010 para financiar un "movimiento de izquierda anticapitalista en la República Italiana". Davide Casaleggio dijo que se trataba de una noticia falsa que ya había surgido en 2016.

### Crisis gubernamentales de 2021-2022

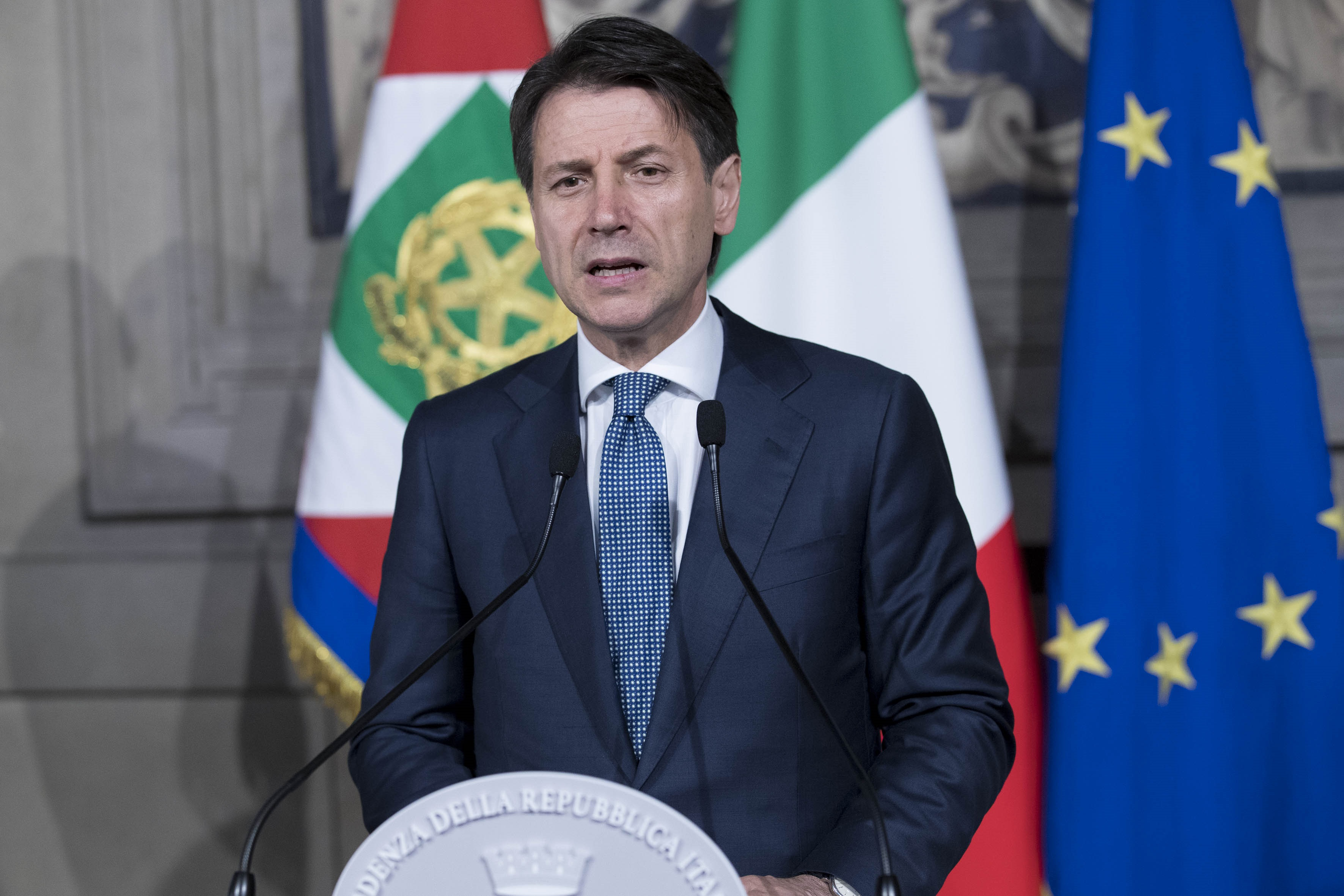
Giuseppe Conte en el Palacio del Quirinal

El 26 de enero de 2021, Conte dimitió como primer ministro. El 11 de febrero, los miembros registrados del partido tuvieron que votar sobre si unirse a un gobierno encabezado por Mario Draghi a través de la plataforma SkyVote; El 59% votó a favor. El debate sobre si apoyar o no al gobierno Draghi provocó una división en el partido, y el partido expulsó a los parlamentarios que votaron en contra de Draghi y pronto fundarían Alternativa y ManifestA más tarde en febrero de 2022. El destacado miembro Alessandro Di Battista, que se opuso a la decisión del partido, abandonó el M5S el 11 de febrero.
El 23 de abril, M5S y su plataforma web llamada Rousseau se separaron. Esto se debió principalmente a una relación tensa, ya que muchos parlamentarios se negaron a cubrir los costos de la Asociación Rousseau. Esto provocó que la asociación cortara sus vínculos y enviara a sus empleados a casa con un salario reducido. Además, los desacuerdos entre Davide Casaleggio y Conte sobre las reformas propuestas por este último llevaron a una relación cada vez más tensa. Tras la separación, el M5S acusó a la asociación de injerencia en las decisiones del partido. En mayo de 2021, Isabella Adinolfi se convirtió en la octava eurodiputada en desertar del M5S desde las elecciones al Parlamento Europeo de 2019. En julio de 2021, el senador Matteo Mantero abandonó el M5S para unirse a Poder al Pueblo.
El 6 de agosto, tras dos días de elecciones en línea en las que votaron 67.064 miembros, Conte fue elegido presidente del M5S, con 62.242 votos (93%) a favor. El M5S sufrió pérdidas significativas en las elecciones regionales de Italia de 2021 en octubre, en particular la alcaldesa de Roma, Virginia Raggi, que fue derrotada decisivamente. En noviembre de 2021, el senador Emanuele Dessì abandonó el M5S para afiliarse al Partido Comunista. El 7 de febrero de 2022, el tribunal de Nápoles suspendió las resoluciones relativas a la modificación del estatuto del M5S y a la elección de Conte como presidente del M5S. El 21 de junio, Di Maio anunció una división por desacuerdos en política exterior con la facción de Conte, liderando la formación del grupo parlamentario Juntos por el Futuro, al que se unieron 51 diputados y 11 senadores que anteriormente pertenecían al M5S.
Durante 2022, surgieron rumores sobre una posible retirada del apoyo del M5S al gobierno de unidad nacional, incluidas acusaciones de que Draghi criticaba en privado a Conte y pedía a Grillo que lo reemplazara. Esto se produjo en medio de tensiones entre el M5S y el gobierno de Draghi sobre cuestiones económicas, medioambientales y de política exterior. El 12 de julio, Draghi afirmó que dimitiría si el M5S retira su apoyo al gobierno. El 14 de julio, el M5S revocó el apoyo al gobierno de unidad nacional en relación con un decreto de estímulo económico para contrarrestar la actual crisis energética, lo que llevó a una crisis gubernamental, y al colapso del gobierno de Draghi el 21 de julio. El Parlamento se disolvió y se convocó a elecciones anticipadas para septiembre de 2022.

### Elecciones generales de 2022
Algunas encuestas de opinión iniciales para las elecciones generales de Italia de 2022 mostraron que la única forma de evitar una victoria de la alianza de derecha era la formación de una gran coalición que incluyera al M5S, partidos menores de izquierda y de centro, y su aliado de gobierno de 2019-2021, el PD. Como el PD culpó al M5S de provocar la caída del gobierno de Mario Draghi, ambos partidos excluyeron una alianza, a pesar de cierta presión de la izquierda para mantener la alianza PD-M5S. Siguieron siendo aliados a nivel regional, como en Liguria y Sicilia, aunque no sin críticas y problemas. Bajo el liderazgo de Conte en 2022, el M5S se declaró parte del polo progresista y a la izquierda del PD; su campaña se centró en torno al salario mínimo y en la defensa de los ingresos de los ciudadanos frente a las críticas de la derecha.
En las elecciones generales celebradas el 25 de septiembre, el M5S desafió las encuestas de un solo dígito antes de la campaña y alcanzó el 15%. Gracias a su bastión en el Sur, el partido pudo evitar una victoria aún mayor de la coalición de centroderecha, favorecida por la ley electoral italiana de 2017 y la división dentro de la izquierda y el centro. Por primera vez desde 2018, el M5S regresó al nivel de la oposición y votó contra el gobierno de Giorgia Meloni, que había prestado juramento el 22 de octubre, en el voto de confianza en ambas cámaras del Parlamento italiano los días 25 y 26 de octubre. Conte dijo que lideraría una "oposición intransigente" y añadió: "Seremos la avanzada de la agenda progresista contra las desigualdades, para proteger a las familias y empresas en dificultades, para defender los derechos y valores de nuestra Constitución".

## Ideología
El M5S fue concebido como un movimiento posideológico, dentro del contexto de la política posmoderna, y ha sido descrito como antisistema, ambientalista, progresista y populista. Ha promovido cuestiones de izquierda, como la renta básica y políticas de inspiración verde, y ha sido comparado con el movimiento antiausteridad en España, los partidos piratas y Occupy Wall Street. De 2014 a 2019, el M5S también apoyó algunas políticas de derecha, especialmente en materia de inmigración, y ha sido descrito como una Nueva Derecha o partido de derecha, o también comparado con el populismo de posguerra del Frente del Hombre Común de Guglielmo Giannini. Además, ha sido descrito de diversas formas como antiglobalista, antiinmigración, atrapalotodo, euroescéptico, y prorruso. Sus miembros destacan que el M5S no es un partido sino un movimiento, y las cinco estrellas en el nombre y el logo son una referencia a cinco temas clave para el partido, entre ellos el bien común, la ecología integral, la justicia social, la innovación tecnológica y una economía verde. El M5S ha promovido la democracia digital, la democracia directa, el principio de "política de coste cero", el decrecimiento y la no violencia. El propio Grillo alguna vez se refirió provocativamente al movimiento como populista.
En el M5S, los temas se derivan de la ecología y la antipartitocracia, promoviendo la participación directa de los ciudadanos, que convergen en la gestión de los asuntos públicos a través de formas de democracia digital, como la e-democracia. El movimiento quiere ser un "encuentro democrático fuera de los vínculos partidistas y asociativos y sin la mediación de organismos directivos o representativos, reconociendo a todos los usuarios de Internet el papel de gobierno y de dirección que normalmente se atribuye a unos pocos". Desde el punto de vista económico, abraza las teorías del decrecimiento, apoya la creación de "empleos verdes" y el rechazo de las "grandes obras" contaminantes y costosas, incluidas las incineradoras y los trenes de alta velocidad, con el objetivo de mejorar la calidad general de la vida y una mayor justicia social. El M5S propone la adopción de proyectos energéticos a gran escala, la eliminación del desperdicio, la movilidad sostenible, la protección del territorio contra la sobreconstrucción y el teletrabajo. El discurso político del movimiento a menudo se refiere a Internet como una solución a muchos problemas sociales, económicos y ambientales. Este enfoque guarda similitudes con el ciberutopismo norteamericano y la ideología californiana.

### Democracia directa
El movimiento basa sus principios en la democracia directa como evolución de la democracia representativa. La idea es que los ciudadanos ya no deleguen su poder en partidos, considerados intermediarios viejos y corruptos entre el Estado y ellos mismos, que sirven a los intereses de los grupos de presión y los poderes financieros. Sólo tendrán éxito si crean una inteligencia colectiva que sea posible gracias a Internet.
Para ir en esta dirección, el M5S eligió a sus candidatos parlamentarios italianos y europeos mediante votación en línea realizada por miembros registrados del blog de Grillo. A través de una aplicación llamada Rousseau, accesible en la web, los usuarios registrados del M5S discuten, aprueban o rechazan propuestas legislativas presentadas entonces en el Parlamento por el grupo M5S. Por ejemplo, la ley electoral del M5S se formó a través de una serie de votaciones en línea, como el nombre del candidato del M5S para Presidente de Italia. La decisión de apoyar la abolición de una ley contra los inmigrantes fue tomada en línea por miembros del M5S, aunque la decisión final fue contraria a las opiniones de Grillo y Casaleggio. La asociación con el Partido de la Independencia del Reino Unido también se decidió mediante votación en línea, aunque las opciones dadas para la elección del grupo del M5S en el Parlamento Europeo se limitaban a la Europa de la Libertad y la Democracia (EFD), los Conservadores y Reformistas Europeos (ECR) y permanecer independiente (No inscritos). Se discutió la opción de unirse al grupo de los Verdes/ALE, pero esta opción no estaba disponible en el momento de la votación debido al rechazo previo del grupo al M5S.

### Internet
Andrea Ballatore y Simone Natale escribieron sobre cómo el utopismo digital juega un papel fundamental en la visión del mundo del M5S, diciendo que Grillo y Casaleggio describen la web como una "entidad transparente, unificada y coherente", con su propia lógica, leyes, agencia y agenda disruptiva. Dicen que la red, que actúa como una panacea mítica, puede y quiere curar los males sociales y económicos de Italia, conduciendo a la nación hacia un futuro más prudente. También dicen que la web se describe como un "supermedio" que cambiará significativamente todos los procesos políticos, sociales, informativos y organizativos. Roberto Biorcio dice que Grillo utilizó internet como un medio de difusión generalizada de su política que consta de dos elementos. La primera es la idea de que el pueblo pueda expresar sus sentimientos de vaffanculo, que se traduce literalmente como "vete a la tomar por culo", o "vete a la mierda", dirigido a toda la clase política. Fue al mismo tiempo un intento de transformar la protesta en acción política legítima, ya que reunieron 450.000 firmas para tres iniciativas legislativas creadas para promulgar un "parlamento limpio". Eric Turner señala que, a pesar de que Grillo promociona Internet como horizontal y sin jerarquías, mucha gente en Italia critica esta afirmación como engañosa. Cita al bloguero Massimo Mantetellini diciendo que los comentarios y publicaciones masivas creadas por el M5S en realidad crean confusión y permiten una modalidad de arriba hacia abajo en la que los líderes no siguen sus propias ideas y principios.

### Cuestiones ambientales, económicas y sociales
El M5S tiene raíces en el ambientalismo, así como una postura de izquierda en algunas cuestiones sociales importantes. Fabio Bordignon afirma que las primeras batallas del pueblo de Grillo tenían sus raíces relacionadas, aunque no exclusivamente, con el ambientalismo y las energías renovables, los problemas de la pobreza y el empleo precario, las batallas contra el poder de las grandes empresas y los efectos de la globalización, y la moralidad del ámbito político y los derechos civiles. Continúa diciendo que aproximadamente entre el 10% y el 15% de las leyes propuestas a lo largo de los años están dedicadas únicamente al medio ambiente. Paolo Natale dice que en los primeros años del gran éxito del partido, alrededor de 2012, el M5S estaba formado principalmente por generaciones más jóvenes, y en su mayor parte hombres que habían recibido altos niveles de educación y tenían posturas políticas de izquierda. Afirma que estas personas buscaban formas alternativas de participar en política además del esquema regular de lo que existía, y sobre todo lograr una buena administración, transporte público de calidad y espacios verdes, pero con sensibilidad a los problemas vinculados a la delincuencia local.
Para ejemplificar cómo el M5S se ubica entre otros partidos en cuanto a posturas sociales y ambientales para las elecciones generales de 2013, Nicolò Conti creó un gráfico utilizando datos de encuestas, los manifiestos individuales de los distintos partidos y cómo estas preferencias interactuaron y se tradujeron en un espacio político que los partidos impugnaron. Sus resultados fueron que el M5S ocupa el primer lugar entre otros partidos en expansión del bienestar, protección ambiental y regulación del mercado, donde la expansión del bienestar significó la expansión de los servicios sociales públicos y excluye la educación, la protección ambiental significaba políticas a favor de la preservación/conservación del medio ambiente, y la regulación del mercado significaba políticas diseñadas para crear un mercado económico equitativo y abierto.

### Anticorrupción
Una de las reglas más importantes del M5S es que la política es un servicio temporal; Nadie que ya haya sido elegido dos veces en cualquier nivel (local o nacional) puede volver a ser candidato y tiene que regresar a su puesto original. Otra característica del movimiento es la llamada "política de coste cero", según el cual la política no debe convertirse en una carrera y una forma de ganar dinero. Pertenecer al movimiento exige la autorreducción de los salarios de los ciudadanos elegidos. El movimiento también rechaza las contribuciones de campaña. En las elecciones regionales de 2012, el ala siciliana del M5S decidió destinar el dinero ahorrado gracias a la reducción de los salarios de sus elegidos a un fondo de microcrédito para ayudar a las pequeñas y medianas empresas. En las elecciones generales de 2013, el M5S afirmó haber rechazado más de 42 millones de euros en reembolsos electorales públicos, apoyando sus gastos de campaña con micromecenazgo a través del blog.
Para ser candidatos del M5S, los ciudadanos no deben tener antecedentes penales. El partido también apoya iniciativas para prohibir la elección de políticos con antecedentes penales. Entre las mayores batallas políticas del M5S está el compromiso ético con una mayor sencillez y transparencia para contrarrestar la práctica de ocupar dos o más cargos, que muestran los intrincados conflictos de intereses entre cualquier organización, posteriormente reforzados por el registro público, como una forma de evitar centralizaciones nepotistas y clientelistas.

### Matrimonio entre personas del mismo sexo
El 15 de julio de 2012, Grillo expresó públicamente su apoyo al matrimonio entre personas del mismo sexo, cuando el tema fue discutido en la Asamblea Nacional del PD. Al ofrecer su apoyo al matrimonio entre personas homosexuales, Grillo rompió su silencio sobre el tema; algunos observadores habían especulado que se oponía al matrimonio entre personas del mismo sexo.
El 28 de octubre de 2014 tuvo lugar un referéndum en línea entre los activistas del M5S sobre el reconocimiento de las uniones civiles entre personas del mismo sexo, en el que 21.360 votaron a favor y 3.908 votaron en contra. En febrero de 2016, el M5S decidió no apoyar oficialmente la propuesta de reconocimiento de la adopción de hijastros para las uniones civiles entre personas del mismo sexo, negándose a adoptar una postura oficial y dando a sus parlamentarios la libertad de votar en conciencia sobre la cuestión.
El M5S apoya la DDL Zan, una ley contra la homofobia, que no se aprobó en 2020. Posteriormente, el M5S se defendió de las acusaciones de Italia Viva. El 31 de marzo de 2022, la senadora Alessandra Maiorino presentó un proyecto de ley para legalizar el matrimonio entre personas del mismo sexo.

### Sin alianzas
La campaña de Grillo tiene falta de voluntad para formar alianzas como resultado de su negativa a ser asociado o caracterizado como cualquiera de las familias políticas más antiguas, incluidas las coaliciones de centroizquierda y centroderecha. Como el propio gobierno está formado por partidos de coalición de centroizquierda y centroderecha, el M5S ha tenido dificultades para llegar a un acuerdo con cualquiera de los otros partidos tanto en 2013 como en 2018, donde se discutió una alianza de apoyo entre el M5S y la coalición de centroizquierda en ambas elecciones antes de conducir a resultados diferentes. A pesar de las diferentes opiniones dentro del partido, las cuestiones en las que el movimiento está de acuerdo mantienen intacto al partido mediante la defensa de los cinco principios principales del M5S. Una encuesta de Tecné posterior a las elecciones generales de Italia de 2018 sugirió que el 56% de los votantes del M5S preferían una coalición de gobierno entre el M5S y la Liga. Sólo el 4% prefería una coalición entre el M5S y la coalición de centroderecha en su conjunto. El 22% prefirió una coalición entre el M5S, la coalición de centroizquierda liderada por el Partido Democrático (PD), y el partido de izquierda Libres e Iguales (LeU). Un gobierno tecnócrata sólo contó con el apoyo del 1% de los votantes del M5S.
Desde la formación del gobierno de izquierda con el PD y LeU, el M5S se abrió a alianzas con la coalición de centroizquierda, por ejemplo para las elecciones locales y regionales. Esto, entre otros factores, se reflejó mal en las encuestas de opinión para las elecciones generales de Italia de 2022, en las que se produjo una caída del M5S en los meses inmediatos después de las elecciones y cayó al tercer lugar desde las elecciones al Parlamento Europeo de 2019, a encuestas con un solo dígito antes de la campaña. 2023 podría haber sido la primera alianza a nivel nacional con el PD y la coalición de centroizquierda, pero la caída del gobierno Draghi, al que pertenecían tanto el M5S como el PD como unidad nacional, provocó una ruptura en julio de 2022 y condujo a elecciones anticipadas el 25 de septiembre. Como el PD culpó al M5S como un intento de ganar terreno en las encuestas, mientras que el M5S criticó al PD por no alejarse de Draghi, esto llevó a la ruptura de las conversaciones. En última instancia, la falta de alianza entre el centro y la izquierda, incluida una ley electoral que favoreciera las coaliciones, llevó a la victoria de la coalición de centroderecha.

### Inmigración
La posición del M5S sobre la inmigración ha sido ambigua. El 23 de diciembre de 2016, Grillo escribió en su blog que todos los inmigrantes ilegales deberían ser expulsados de Italia, que el Acuerdo de Schengen debería suspenderse temporalmente en caso de ataque terrorista hasta que se haya eliminado la amenaza, y que debería revisarse el Reglamento de Dublín. El 21 de abril de 2017, Grillo publicó un artículo cuestionando el papel que desempeñan en la crisis migratoria las organizaciones no gubernamentales (ONG) que operan barcos de rescate frente a Libia, preguntando de dónde obtienen su dinero y sugiriendo firmemente que podrían estar ayudando a los traficantes. El 5 de agosto de 2017, Luigi Di Maio, que dirigió el M5S en las elecciones generales de 2018, pidió "un cese inmediato del servicio de taxi marítimo" que lleva inmigrantes a Europa.
Durante su gobierno de 2018-2019 con la Liga, el M5S aprobó los decretos antiinmigración de Matteo Salvini, algo que sus futuros aliados de gobierno, el PD (que se había opuesto), criticaron cuando el M5S se declaró parte del polo progresista y a la izquierda del PD durante la campaña de 2022. Durante su gobierno con el PD en 2019-2021, los decretos fueron abolidos parcialmente. Más tarde, Conte se atribuyó el mérito, cuando firmó la ley por primera vez, de haberlas moderado y hecho menos extremas de lo que eran originalmente en ese momento, y las criticó en una entrevista al Corriere della Sera, culpándolas a Salvini. En agosto de 2022, Conte los repudia por completo.

### Retórica
El 28 de enero de 2014, Giorgio Sorial, diputado del M5S, acusó al presidente Giorgio Napolitano de ser un verdugo que reprimió a los opositores. El primer ministro Enrico Letta defendió inmediatamente al presidente Napolitano, acusando al M5S de extremistas. Al día siguiente, Angelo Tofalo, otro diputado del M5S, finalizó su discurso en la Cámara de Diputados gritando ¡Boia chi molla! ("¡Ahorcado el que se rinde!"), un famoso lema utilizado durante la Italia fascista. Los miembros del M5S, en particular su líder Beppe Grillo, han sido acusados de ser demasiado vulgares y verbalmente violentos.
Una manifestación del M5S dentro de la Cámara de Diputados contra una ley aprobada por el gobierno, que ocurrió en enero de 2014, provocó una pelea entre el M5S, el centrista Elección Cívica, el derechista Hermanos de Italia y el centroizquierdista Partido Democrático. Tras los insultos a la presidenta de la Cámara de Diputados, Laura Boldrini, el periodista italiano Corrado Augias declaró el 31 de enero de 2014 que la violencia utilizada por el M5S le recordaba al fascismo. Al día siguiente, un militante militante del M5S quemó algunos de los libros de Augias y subió las fotos a su perfil de Facebook porque, según él, "Augias ofendió al movimiento". Este episodio fue rápidamente retomado por los principales periódicos nacionales y duramente criticado por la opinión pública debido a algunas similitudes con la quema de libros en la Alemania nazi. Grillo criticó la acción, diciendo que la persona que subió las fotos no representaba al movimiento.
En la campaña general de 2018, el M5S afirmó que no habrían dado dinero público a los bancos. En 2019, el gobierno de coalición M5S-Liga dio su consentimiento al posible rescate de la deuda de Banca Carige, consistente en un importe de hasta 1.600 millones de dólares, para compensar a los tenedores de bonos y accionistas. El M5S había criticado anteriormente un rescate similar de la Banca Monte dei Paschi di Siena aprobado por el gobierno de centroizquierda de Paolo Gentiloni.

### Afiliación europea
En cuanto a la política de la Unión Europea y el euro, el M5S ha sido a menudo muy crítico pero ambiguo. El 12 de junio de 2014, tras haber sido rechazado por los Verdes/ALE, y también por ALDE, el M5S ofreció a sus activistas una elección en línea para elegir un grupo parlamentario para el partido. El 78% de los activistas participantes votaron por el euroescéptico EFDD.
En enero de 2017, el M5S intentó cambiar su grupo dentro del Parlamento Europeo, pasando del EFDD al ALDE. A pesar de un acuerdo inicial, el líder de ALDE, Guy Verhofstadt, rechazó la admisión del M5S en el grupo debido a garantías insuficientes para llegar a una posición común sobre la integración europea. El intento de medida provocó un enfriamiento de las relaciones con el líder del EFDD, Nigel Farage, a quien no se le informó sobre el acuerdo del M5S con el ALDE. Grillo criticó el rechazo y culpó "al establishment" de impedirles incorporarse a ALDE. El 9 de enero, el corresponsal de Radio Radicale, David Carretta, publicó en Twitter documentos sobre los beneficios económicos y políticos que habría obtenido el M5S por su admisión en ALDE.
En diciembre de 2017, Di Maio declaró que apoyaba un referéndum para que Italia abandonara la eurozona y votaría a favor de salir. Rechazó su posición anterior en enero de 2018, rechazando la idea de un referéndum sobre el euro, que no puede realizarse por la Constitución y que anteriormente contaba con un fuerte apoyo del movimiento. En febrero de 2018, Di Maio afirmó que "la Unión Europea es el hogar del Movimiento 5 Estrellas". En septiembre de 2019, Di Maio confirmó que el objetivo era cambiar Europa desde dentro.
En noviembre de 2021, el partido discutió el cambio al grupo Alianza Progresista de Socialistas y Demócratas en el Parlamento Europeo.

## Organización interna
El partido se ha caracterizado como un partido personalista. Durante las elecciones regionales de Italia de 2010, algunos partidos destacaron una contradicción entre la acción colectiva voluntaria en las luchas de la sociedad civil y la apertura en la representación política. También en 2010 hubo tensiones entre el movimiento y la Italia de los Valores.

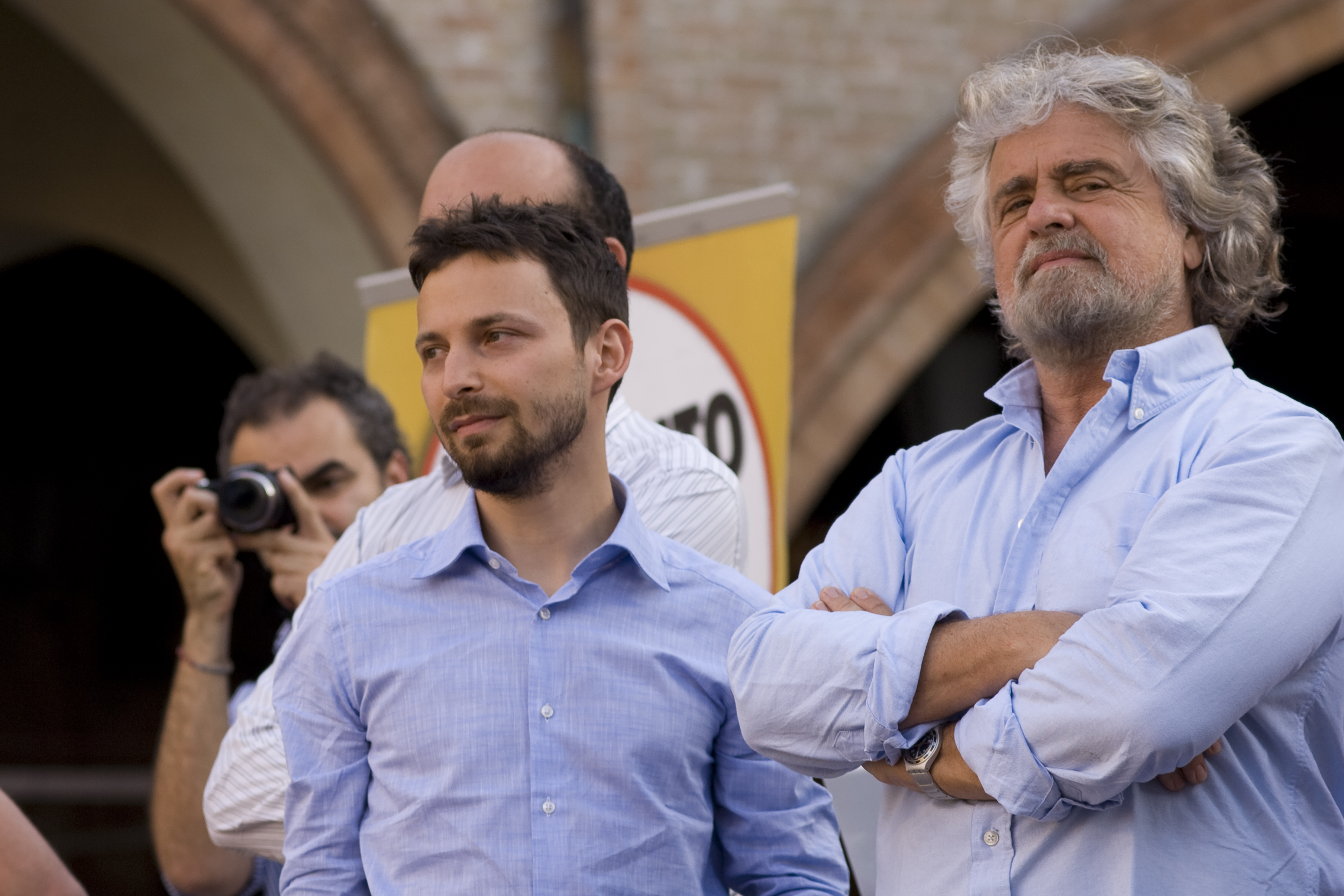
Grillo (a la derecha) con Giovanni Favia (a la izquierda), expulsado del M5S en 2011

En marzo de 2012, Valentino Tavolazzi, concejal de Rímini, abogó por una reunión nacional en nombre del movimiento, que reunió a unos 150 participantes. En la reunión hubo tanto elogios como críticas por parte de los participantes, incluidos los pocos políticos presentes. La reunión adoptó una postura dura sobre las "condiciones del Reglamento M5S" porque se descubrió que estaban en conflicto con los estatutos de su Partido Cívico de origen, Proyecto Ferrara. En respuesta, perdieron el uso del logo, y se les prohibió adoptar cualquier posición en nombre del M5S, lo que fue presentado como una medida controvertida en relación con la democracia interna.
Desde 2007, Grillo critica el costo de la política al apoyar la reducción de los salarios de diputados y senadores. Según esta política, los beneficios recibidos por los parlamentarios no excederían los 5.000 euros brutos al mes, y cualquier excedente se devolvería al Estado mediante un subsidio de solidaridad, también llamado de fin de mandato; Sin embargo, según Giovanni Favia, director regional del M5S, la deducción de 5.000 euros brutos del salario de los parlamentarios es contraria a los principios del movimiento, ya que supondría una reducción de sólo 2.500 euros netos. En una entrevista publicada en varios periódicos en noviembre de 2012, Favia estimó en 11.000 euros al mes los honorarios exigidos a un miembro del M5S. El artículo no explica cómo Favia llegó a deducir esa cantidad porque necesariamente incluye reembolsos y las dietas no son fijas, ya que los costos y gastos varían de un miembro a otro.
Tras la expulsión de Favia y Federica Salsi por expresar opiniones sobre la falta de democracia interna, el partido ha expulsado a varios miembros por críticas. Las expulsiones fueron realizadas unilateralmente por Grillo; Según el reglamento, se llevaron a cabo sin consulta previa con los miembros del movimiento. Otra crítica frecuente hecha por activistas y ex activistas del mismo movimiento, como Federico Pistono, emprendedor social, autor del libro Los robots te robarán el trabajo, pero está bien, y exmiembro, se trata de la ausencia de cualquier forma de participación efectiva en la web. Existe una herramienta para la redacción colectiva del programa y de las propuestas de ley, pero el foro se considera inadecuado para tal fin. A través de su blog en septiembre de 2012, Grillo dijo que ya estaba en construcción un portal para participar vía web. La activación estaba prevista para finales de 2012; en el momento de las elecciones generales de 2013, aún no se había lanzado. A través de lo que se conoció como la plataforma Rousseau, que no es propiedad del M5S, los activistas pudieron votar sobre varias cuestiones, incluidos votos de confianza.

## Partidos escindidos
Desde su entrada en el Parlamento, del M5S se han escindido varios partidos:
- Italia Trabajo en Progreso (2014)
- Movimiento X (2014)
- Alternativa Libre (2015)
- Italia en Común (2018)
- Italexit (2020)
- Alternativa (2021)
- Juntos por el Futuro (2022)

## Resultados electorales

### Parlamento Italiano
|  | 25.56 % |

|  | 32.68 % |

|  | 15.43 % |

|  | 23.80 % |

|  | 32.22 % |

|  | 15.55 % |

### Parlamento Europeo
| Elección | Votos     | %    | Escaños | +/– | Posición | Líder          |
| -------- | --------- | ---- | ------- | --- | -------- | -------------- |
| 2014     | 5.807.362 | 21,2 | 17/73   | –   | segundo  | Beppe Grillo   |
| 2019     | 4.569.089 | 17,1 | 14/76   | 3   | tercero  | Luigi Di Maio  |
| 2024     | 2.336.251 | 9,98 | 8/76    | 6   | tercero  | Giuseppe Conte |

### Consejos Regionales
| Región               | Año electoral | Votos             | %    | Escaños | +/− | Estatus en la legislatura |
| -------------------- | ------------- | ----------------- | ---- | ------- | --- | ------------------------- |
| Valle de Aosta       | 2020          | 2.589 (noveno)    | 3,9  | 0/35    | 4   | Sin escaños               |
| Piamonte             | 2019          | 241.014 (tercero) | 12,6 | 5/51    | 3   | Oposición                 |
| Lombardía            | 2023          | 113.229 (octavo)  | 3,9  | 3/80    | 10  | Oposición                 |
| Tirol del Sur        | 2023          | 6.670 (octavo)    | 2,4  | 1/35    | 0   | Oposición                 |
| Trentino             | 2023          | 18.437 (cuarto)   | 7,2  | 2/35    | 0   | Oposición                 |
| Véneto               | 2020          | 55.281 (sexto)    | 2,7  | 1/50    | 4   | Oposición                 |
| Friuli-Venecia Julia | 2023          | 9.486 (séptimo)   | 2,4  | 1/49    | 3   | Oposición                 |
| Emilia-Romaña        | 2020          | 102.595 (quinto)  | 4,7  | 2/50    | 3   | Oposición                 |
| Liguria              | 2020          | 48.722 (quinto)   | 7,8  | 2/30    | 4   | Oposición                 |
| Toscana              | 2020          | 113.386 (cuarto)  | 7,0  | 1/40    | 4   | Oposición                 |
| Marcas               | 2020          | 44.330 (4th)      | 7,1  | 3/30    | 2   | Oposición                 |
| Umbría               | 2019          | 30.953 (cuarto)   | 7,4  | 1/21    | 1   | Oposición                 |
| Lacio                | 2023          | 132.041 (tercer)  | 8,5  | 4/51    | 6   | Oposición                 |
| Abruzos              | 2019          | 118.273 (segundo) | 19,7 | 7/31    | 1   | Oposición                 |
| Molise               | 2023          | 10.044 (sexto)    | 7,1  | 3/21    | 3   | Oposición                 |
| Campania             | 2020          | 233.974 (tercero) | 9,9  | 7/50    | –   | Oposición                 |
| Apulia               | 2020          | 165.243 (tercero) | 9,9  | 5/50    | 2   | Oposición                 |
| Basilicata           | 2019          | 60.070 (tercero)  | 20,3 | 3/21    | 1   | Oposición                 |
| Calabria             | 2021          | 49.414 (sexto)    | 6,5  | 2/31    | 2   | Oposición                 |
| Sicilia              | 2017          | 254.974 (tercero) | 13,6 | 11/70   | 9   | Oposición                 |
| Cerdeña              | 2019          | 68.461 (cuarto)   | 9,7  | 6/60    | –   | Oposición                 |

## Liderazgo

### Líderes
| Nombre                  | Nombre     | Nombre                          | Inicio                   | Fin                      | Duración   |            |
| Presidente              | Presidente | Presidente                      | Presidente               | Presidente               | Presidente | Presidente |
| ----------------------- | ---------- | ------------------------------- | ------------------------ | ------------------------ | ---------- | ---------- |
| 1                       |            | Beppe Grillo (nacido en 1948)   | 4 de octubre de 2009     | 23 de septiembre de 2017 | 7 años     |            |
| Líder político          |            |                                 |                          |                          |            |            |
| 2                       |            | Luigi Di Maio (nacido en 1986)  | 23 de septiembre de 2017 | 22 de enero de 2020      | 2 años     |            |
| Líder político interino |            |                                 |                          |                          |            |            |
| –                       |            | Vito Crimi (nacido en 1972)     | 22 de enero de 2020      | 6 de agosto de 2021      | 1 años     |            |
| Presidente              |            |                                 |                          |                          |            |            |
| 3                       |            | Giuseppe Conte (nacido en 1964) | 6 de agosto de 2021      | En el cargo              | 3 años     |            |

### Vicepresidentes
- Paola Taverna (sénior, 2021–presente)
- Michele Gubitosa (2021–presente)
- Riccardo Ricciardi (2021–presente)
- Alessandra Todde (2021–2023)
- Mario Turco (2021–presente)
- Chiara Appendino (2023–presente)

### Garante
- Beppe Grillo (2017–presente)

### Comité de Síndicos
- Luigi Di Maio (2021–2022)
- Roberto Fico (2021–presente)
- Virginia Raggi (2021–presente)
- Laura Bottici (2022–presente)

### Líderes parlamentarios
- Líder en la Cámara de Diputados: rotación de tres meses (2013–2018), Giulia Grillo (2018), Francesco D'Uva (2018-2019), Francesco Silvestri (2019), Davide Crippa (2019–2022), Francesco Silvestri (2022–presente)
- Líder en el Senado de la República: rotación de tres meses (2013–2018), Danilo Toninelli (2018), Stefano Patuanelli (2018–2019), Gianluca Perilli (2019-2020), Ettore Licheri (2020–2021), Mariolina Castellone (2021–2022), Barbara Floridia (2022–2023), Stefano Patuanelli (2023–presente)
- Líder en el Parlamento Europeo: rotación de tres meses (2014–2019), Tiziana Beghin (2019–presente)

## Símbolos

2009–2015
2015–2018
2018–2021
2021–presente